# 호소카와 유키자네
호소카와 유키자네(일본어: 細川 行真 ほそかわ ゆきざね[*])는 에도 시대 후기의 다이묘이다. 히고국 우토번 11대 번주이자 마지막 번주이다. 관위는 종5위하 부젠노카미이다. 유신 후에는 자작이 되었다.

## 생애
덴포 13년 (1842년) 9월 2일, 9대 번주 호소카와 유키카의 5남으로 태어났다. 분큐 원년 (1861년) 5월, 형인 10대 번주 타츠오키의 양자가 되어, 분큐 2년 (1862년) 1월 21일, 형의 은거와 함께 뒤를 이었다. 분큐 3년 (1863년) 4월 10일 종5위하, 야마토노카미에 올랐고, 분큐 4년 (1864년) 2월 10일에 부젠노카미로 전임되었다.
게이오 원년 (1865년), 학문소인 주토쿠사이(樹徳斎)를 창립하고, 학문을 장려했다. 게이오 4년 (1868년)의 보신전쟁에서는 타카세번과 함께 신정부를 따라 오오하라구치 경비를 담당했다. 메이지 3년 (1870년) 9월 4일, 우토번은 폐번이 되어, 유키자네는 소령의 10분의 1인 3천석의 가록을 부여받아 도쿄로 이주했다. 이때 우토번령은 쿠마모토번에 흡수되었다. 이듬해, 형 타츠노리에게 장남인 타츠오키가 태어나, 후에 이 아이를 양자로 삼았다. 메이지 17년 (1884년) 7월 8일, 자작에 올랐다.
메이지 35년 (1902년) 4월 9일에 61세의 나이로 사망했다.

## 가족 관계
자녀로는 6남 4녀가 있다.

### 부모
- 친아버지 : 호소카와 유키카
- 양아버지 : 호소카와 타츠노리

### 정실과 측실
- 정실 : 나카가와 에이코(栄子) - 나카가와 히사아키의 딸
- 계실 : 마츠다이라 사토코(里子) - 마츠다이라 나리츠구의 딸
- 측실 : 하나요(ハナヨ)
- 측실 : 시모다 시케(下田シケ)
- 측실 : 사토(里)

### 자녀
- 차남 : 모리 타카노리 - 모리 타카아키의 양자가 됨
- 아들 : 호소카와 시즈우(静尤)
- 아들 : 츠가루 유키마사 - 츠가루 츠구아키라의 딸 (서녀)의 데릴사위
- 딸 : 호소카와 스미코(澄子) - 난부 노부카타의 계실
- 딸 : 코이데 히데노부의 정실

### 양자
- 양자 : 호소카와 타츠오키 - 호소카와 타츠노리의 장남

양자로 있던 조카 호소카와 타츠오키가 뒤를 이었고, 이후 타츠노부 (立暢, 1896년 - 1980년). 오토스케 (於菟輔, 1928년 - , 키쿠야 마고스케의 아들로, 타츠노부의 데릴사위)로 이어졌다. 한편, 유키자네의 아들들은 다른 집안에 양자로 들어갔는데, 그 중 한명인 모리 타카노리의 외손자인 코노에 요시코 (친부는 공작 내각총리대신 코노에 후미마로)는 호소카와 종가 17대 당주 호소카와 모리사다의 아내가 되었다.